# Seznam medailistů na mistrovství Evropy v běhu na 10 000 m
Běh na 10 000 metrů je na mistrovství Evropy v atletice nejdelší tratí, v níž se soutěží na dráze a nikoli na silnici. Mužský závod se konal na všech dosavadních šampionátech, ženský byl zaveden roku 1986. Historicky nejúspěšnější zemí je Finsko s pěti tituly.

## Muži
| Rok  | Místo     | Zlato                            | Výkon vítěze                     | Stříbro                          | Bronz                            |
| ---- | --------- | -------------------------------- | -------------------------------- | -------------------------------- | -------------------------------- |
| 1934 | Turín     | Ilmari Salminen                  | 31:02,6                          | Arvo Askola                      | Henry Nielsen                    |
| 1938 | Paříž     | Ilmari Salminen                  | 30:52,4                          | Giuseppe Beviacqua               | Max Syring                       |
| 1946 | Oslo      | Viljo Heino                      | 29:52,0                          | Helge Perälä                     | András Csaplár                   |
| 1950 | Brusel    | Emil Zátopek                     | 29:12,0                          | Alain Mimoun                     | Väinö Koskela                    |
| 1954 | Bern      | Emil Zátopek                     | 28:58,0                          | József Kovács                    | Frank Sando                      |
| 1958 | Stockholm | Zdzisław Krzyszkowiak            | 28:56,0                          | Jevgenij Žukov                   | Nikolaj Pudov                    |
| 1962 | Bělehrad  | Pjotr Bolotnikov                 | 28:54,0                          | Friedrich Janke                  | Roy Fowler                       |
| 1966 | Budapešť  | Jürgen Haase                     | 28:26,0                          | Lajos Mecser                     | Leonid Mikitěnko                 |
| 1969 | Athény    | Jürgen Haase                     | 28:41,6                          | Mike Tagg                        | Nikolaj Sviridov                 |
| 1971 | Helsinky  | Juha Väätäinen                   | 27:52,8                          | Jürgen Haase                     | Rašid Šarafetdinov               |
| 1974 | Řím       | Manfred Kuschmann                | 28:25,8                          | Tony Simmons                     | Giuseppe Cindolo                 |
| 1978 | Praha     | Martti Vainio                    | 27:30,99 RM                      | Venanzio Ortis                   | Aleksandras Antipovas            |
| 1982 | Athény    | Alberto Cova                     | 27:41,03                         | Werner Schildhauer               | Martti Vainio                    |
| 1986 | Stuttgart | Stefano Mei                      | 27:56,79                         | Alberto Cova                     | Salvatore Antibo                 |
| 1990 | Split     | Salvatore Antibo                 | 27:41,27                         | Are Nakkim                       | Stefano Mei                      |
| 1994 | Helsinky  | Abel Antón                       | 28:06,03                         | Vincent Rousseau                 | Stéphane Franke                  |
| 1998 | Budapešť  | António Pinto                    | 27:48,62                         | Dieter Baumann                   | Stéphane Franke                  |
| 2002 | Mnichov   | José Manuel Martínez             | 27:47,65                         | Dieter Baumann                   | José Ríos                        |
| 2006 | Göteborg  | Jan Fitschen                     | 28:10,94                         | José Manuel Martínez             | Juan Carlos de la Ossa           |
| 2010 | Barcelona | Mohamed Farah                    | 28:24,99                         | Chris Thompson                   | Daniele Meucci                   |
| 2012 | Helsinky  | Polat Kemboi Arıkan              | 28:22,27                         | Daniele Meucci                   | Jevgenij Rybakov                 |
| 2014 | Curych    | Mohamed Farah                    | 28:08,01                         | Andy Vernon                      | Ali Kaya                         |
| 2016 | Amsterdam | Polat Kemboi Arıkan              | 28:18,52                         | Ali Kaya                         | Antonio Abadía                   |
| 2018 | Berlín    | Morhad Amdouni                   | 28:11.22                         | Bashir Abdi                      | Yemaneberhan Crippa              |
| 2020 | Paříž     | zrušeno kvůli pandemii covidu-19 | zrušeno kvůli pandemii covidu-19 | zrušeno kvůli pandemii covidu-19 | zrušeno kvůli pandemii covidu-19 |
| 2022 | Mnichov   | Yemaneberhan Crippa              | 27:46.13                         | Zerei Kbrom Mezngi               | Yann Schrub                      |
| 2024 | Řím       | Dominic Lobalu                   | 28:00,32                         | Yann Schrub                      | Thierry Ndikumwenayo             |

## Ženy
- Závod žen se poprvé uskutečnil v roce 1986

| Rok  | Místo     | Zlato                            | Výkon vítěze                     | Stříbro                          | Bronz                            |
| ---- | --------- | -------------------------------- | -------------------------------- | -------------------------------- | -------------------------------- |
| 1986 | Stuttgart | Ingrid Kristiansenová            | 30:23,25                         | Olga Bondarenková                | Ulrike Brunsová                  |
| 1990 | Split     | Jelena Romanovová                | 31:46,83                         | Kathrin Ullrichová               | Annette Sergentová               |
| 1994 | Helsinky  | Fernanda Ribeirová               | 31:08,75                         | Conceição Ferreiraová            | Daria Nauerová                   |
| 1998 | Budapešť  | Sonia O'Sullivanová              | 31:29,33                         | Fernanda Ribeirová               | Lidia Șimonová                   |
| 2002 | Mnichov   | Paula Radcliffová                | 30:01,09 RM                      | Sonia O'Sullivanová              | Ljudmila Biktaševová             |
| 2006 | Göteborg  | Inga Abitovová                   | 30:31,42                         | Susanne Wigeneová                | Lidija Grigorjevová              |
| 2010 | Barcelona | Elvan Abeylegesseová             | 30:31,42                         | Jéssica Augustová                | Hilda Kibetová                   |
| 2012 | Helsinky  | Ana Dulce Félixová               | 31:44,75                         | Joanne Paveyová                  | Olga Skrypaková                  |
| 2014 | Curych    | Joanne Paveyová                  | 32:22,39                         | Clémence Calvinová               | Laila Trabyová                   |
| 2016 | Amsterdam | Yasemin Canová                   | 31:12,86                         | Ana Dulce Félixová               | Karoline Bjerkeli Grøvdal        |
| 2018 | Berlín    | Lonah Chemtai Salpeter           | 31:43,29                         | Susan Krumins                    | Alina Rehová                     |
| 2020 | Paříž     | zrušeno kvůli pandemii covidu-19 | zrušeno kvůli pandemii covidu-19 | zrušeno kvůli pandemii covidu-19 | zrušeno kvůli pandemii covidu-19 |
| 2022 | Mnichov   | Yasemin Canová                   | 30:32,57                         | Eilish McColganová               | Lonah Chemtai Salpeter           |
| 2024 | Řím       | Nadia Battoclettiová             | 30:51,32                         | Diane van Esová                  | Megan Keithová                   |